# Хар-Толга
Хар-Толга (калм. Хар Толһа) — посёлок (сельского типа) в Яшкульском районе Калмыкии, административный центр Хартолгинского сельского муниципального образования.

## Название
Ойконим Хар-Толга имеет калмыцкое происхождение и переводится как чёрный курган (калм. Хар — чёрный, тёмный + калм. Толһа — курган, холм, пригорок).

## История
Дата основания не установлена. Посёлок Хар-Толга впервые обозначен на карте РККА 1940 года.
В годы Великой Отечественной войны посёлок был кратковременно оккупирован (в 1942 году). 28 декабря 1943 года калмыцкое население посёлка было депортировано по национальному признаку. Указом Президиума ВС СССР от 27.12.1943 года «О ликвидации Калмыцкой АССР и образовании Астраханской области в составе РСФСР», как и другие населённые пункты Черноземельского улуса Калмыкии посёлок был включён в состав Астраханской области (с 1952 года в составе Ставропольского края). В 1945 году в посёлке открылась начальная школа.
В посёлке размещалась ферма № 3 совхоза «Песчаный», затем ферма № 3 совхоза «Кировский». Не позднее 1956 года посёлок был переименован в Кировский.
Посёлок возвращён в состав Калмыкии на основании Указа Президиума ВС СССР от 09.01.1957 года «Об образовании Калмыцкой автономной области в составе РСФСР».
В 1973 году на базе фермы № 3 совхоза «Кировский» был организован совхоз имени 24 съезда КПСС. В том же году Кировская школа стала восьмилетней. Для обучения детей животноводов при школе был создан интерна. С 1978 года совхоз им. XXIV съезда КПСС стал чисто кормопроизводящим. Историческое название возвращено не ранее 1989 года.

## Физико-географическая характеристика
Посёлок расположен на юго-западе Яшкульского района, в пределах Прикаспийской низменности, являющейся частью Восточно-Европейской равнины. Средняя высота над уровнем моря — 4 м. Рельеф местности равнинный. К северу от посёлка протекает река Улан-Зууха.
По автомобильной дороге расстояние до столицы Калмыкии города Элиста составляет 88 км, до районного центра посёлка Яшкуль — 34 км. К посёлку имеется асфальтированный подъезд от федеральной автодороги Астрахань — Элиста Р216 (16 км).
Согласно классификации климатов Кёппена-Гейгера тип климата — семиаридный. Среднегодовая температура воздуха — 10,0 °C, количество осадков — 274 мм. В окрестностях посёлка распространены солонцами в комплексе с бурыми пустынно-степными солонцеватыми почвами.

## Население
В конце 1980-х в посёлке проживало около 840 жителей.
| 2002 | 2010 | 2011 | 2012 | 2013 | 2014 | 2015 |
| ---- | ---- | ---- | ---- | ---- | ---- | ---- |
| 417  | ↘404 | ↗411 | ↘398 | ↗401 | ↘396 | ↘382 |
| 2016 | 2017 | 2018 | 2019 | 2020 | 2021 |      |
| ↘373 | ↗381 | ↗384 | ↗397 | ↗415 | ↗465 |      |

Численность населения посёлка на начало 2012 года составляла 457 человек. Трудоспособное население составляет более 60 % общей численности. Благодаря положительному естественному приросту значительна доля «молодого» населения — 24,9 %. При этом, доля «старого» населения составляет лишь 9,5 %
Национальный состав
В посёлке проживают представители 10 народов. В этнической структуре преобладают калмыки (83,1 %). Доли русских и даргинцев составляют 6,4 % и 6,8 % соответственно. Ещё 3,6 % населения приходится на казахов и 1,8 % на немцев. Доли остальных этносов незначительны и составляют менее 1 %.
| Национальность | Численность (2010) | Процент |
| -------------- | ------------------ | ------- |
| Калмыки        | 319                | 78,8%   |
| Даргинцы       | 37                 | 9,1%    |
| Русские        | 25                 | 6,2%    |
| Казахи         | 16                 | 4%      |
| Немцы          | 8                  | 2%      |
| Всего          | 405                | 100%    |

## Социальная инфраструктура
В посёлке имеется магазин, почтовое отделение, дом культуры и библиотека. Среднее образование жители посёлка получают в Хартолгинской средней общеобразовательной школе. Медицинское обслуживание жителей обеспечивают фельдшерско-акушерский пункт и Яшкульская центральная районная больница, расположенная в посёлке Яшкуль.
Посёлок электрифицирован и газифицирован (в 2014 году). Централизованные системы водоснабжения и водоотведения отсутствуют.

## Экономика
Основная сфера занятости жителей посёлка — сельскохозяйственное производство.
Селообразующее предприятие — открытое акционерное общество «Хар-Толга».

## Улицы
В посёлке 7 улиц: 30 лет Победы, Б.Адучиева, Гагарина, Дэержинского, Новая, Октябрьская, Советская